# バックバンド
バックバンドは、主にソロ歌手や、小編成のユニットの後ろで生演奏をする音楽バンドのこと。バッキングバンド、サポート・ミュージシャン。

## 概要
ソロ歌手以外でもボーカルのみのグループ、小編成のユニットやグループの場合、バンドとして足りない、或いは広がりを持たせるための楽器パートやコーラスパートを補う、サポートメンバーまたはサポート・ミュージシャンと呼ばれるミュージシャンを揃え、バックバンドとする事がある。そういった演奏家をスタジオ・ミュージシャンに対してツアー・ミュージシャンと呼ぶ事もあるが、多くはスタジオ・ミュージシャンと兼任している。
バンド形態でメジャー・デビューしている一般的な「バンド」とは異なり、多くはバンドとしての名前もなく、「○○のバックバンド」と呼ばれるのが普通であり、あまり注目される存在ではない。しかし、バックバンドの実力がコンサートの質を左右するといっても過言ではなく、実力のある演奏家たちは、他アーティストのバックバンドを下積み経験の場として経て、自らのバンドを結成、メジャー・デビューすることもある。或いは自らのバンドの解散・脱退後、フリーの実力派ツアー・ミュージシャンとして活躍しているものも多い。
また有名アーティストになると、本人だけでなくバックバンドに対してもファンの注目が集まることが多く、その結果バックバンドを飛び出してメジャー・デビューのきっかけをつかむ者も少なくない。バックバンドから正式メンバーに昇格することもある。逆に既に有名なアーティストがバックバンドに参加するケースも多い。
バックバンドは固定のメンバーではなく、ライブ毎にサポートするメンバーを変える事が多々ある。また、長い間ツアーを共にする事で親密になり、自らのバックバンドのメンバーと結婚する者も多い。
ツアー最終日などの公演に、単発で呼ばれ共演するミュージシャンは、ゲストであり、バックバンドやサポートメンバー（本項）と区別する。ゲストは多くの場合、コンサート全編ではなく数曲を共に演奏するのみである。
バックバンドやサポート・メンバーは、正式メンバーでは無いが「バンド」に迎え入れた身内である、ということを意味する。

## バックバンドの変遷
ジャズバンド草創期には、歌手も他の楽器奏者同様にバンドの一員という位置づけであり、歌手の名前がクレジットされることはあまり無かった（例：「グレン・ミラー楽団」等）。したがってバックバンドという概念も普及していなかった。時代が進むと「○○楽団とビング・クロスビー」といったように歌手名がクレジットされるようになり、さらには「フランク・シナトラと○○楽団」といったように歌手と楽団の関係が逆転し、最終的には「エルヴィス・プレスリー」というように歌手のみの表記となり、バックバンドという概念が確立した。

## 海外の主なバックバンド
- ブッカー・T&ザ・MG's[1]
- バーケイズ - オーティス・レディング、アイザック・ヘイズのバックバンド
- ファンク・ブラザーズ - モータウン
- MFSB - フィラデルフィア・インターナショナル
- ハイ・リズム - アル・グリーンなど
- マッスル・ショールズ・サウンド - パーシー・スレッジなど
- フェイム・ギャング
- Bluesbreakers (John Mayall)
- Crazy Horse （ニール・ヤング）
- Double Trouble(Stevie Ray Vaughan)
- Mink DeVille (Willy Deville)
- Parliament Funkadelic （ジョージ・クリントン）
- Patti Smith Group （パティ・スミス）

## 日本の主なバックバンド
主要なバックバンドとしては、以下が挙げられる。
- 鹿内孝、尾藤イサオのバックバンドであったジャッキー吉川とブルー・コメッツ。
- 沢田研二のバックバンドであった井上堯之バンド、エキゾティクス、CO-CóLO、JAZZ MASTER。
- 吉川晃司のバックバンドであったPaPa。
- 井上陽水のバックバンドであった安全地帯。
- hideとそのサポートメンバーによるhide with Spread Beaver。
- 椎名林檎のバックバンドであった東京事変。

また、バックバンドに有名アーティストが参加している（あるいはかつて参加していた）例としては、下記のようなものがある。詳しくは各アーティストの記事を参照のこと。
- 淡谷のり子 - かまやつひろしの父としても知られ、「日本ジャズの父」とも言われているティーブ・釜萢がバックバンドにいた事がある。
- ジミー時田とマウンテン・プレイボーイズ - ジャイアント吉田、いかりや長介、寺内タケシ、東理夫、尾崎紀世彦らがメンバーとして参加。
- ももいろクローバーZ - バックバンドの「DOWNTOWN MOMOCLO BAND」に、元JUDY AND MARYのTAKUYA他、有名アーティストが多数参加（ももいろクローバーZ#主なサポートメンバーを参照）。
- あのねのね - デビュー前の小室哲哉や河島英五が参加。
- アグネス・チャン - 鈴木慶一とムーンライダーズ、矢野顕子などが参加していた。
- 岡林信康、高田渡、遠藤賢司、加川良、小坂忠 - バックバンドがはっぴいえんど（大瀧詠一、細野晴臣、鈴木茂、松本隆）だった。
- 國府田マリ子 - ライブでのバックバンド「マリ子BAND」に作曲家、スタジオ・ミュージシャンである宮島律子が参加。
- 山平和彦 - 「東京」のヒットで知られるマイ・ペースがデビュー前、バックバンドであった。
- TM NETWORK - FENCE OF DEFENSEや、メジャー・デビュー前のB'zの松本孝弘やaccessの浅倉大介などが参加。
- DREAMS COME TRUE - 浦嶋りんこや馬渡松子・村上秀一らが参加しているほか、一時はバックダンサーとしてZOOが参加した。浦嶋と吉田美和によるユニット・FUNK THE PEANUTSも誕生している。バンドのFUZZY CONTROLも参加しており、ボーカル&ギターのJUONは吉田の夫である。
- 浜崎あゆみ - ギターに野村義男、ベースにENRIQUE（元BARBEE BOYS）が参加している。
- 西川貴教 - T.M.Revolutionのツアーで長年に渡って親交を深めてきたサポートギタリストのSUNAOや元WANDSの柴崎浩らと共にabingdon boys schoolを結成、T.M.Revolutionと並行して活動している。
- 相川七瀬 - X JAPANのギタリスト：PATA、元メガデスのギタリスト：マーティ・フリードマン、DEAD ENDのベーシスト：CRAZY COOL-JOE、LUNA SEAのドラマー：真矢、元Spread beaverのキーボーディスト：D.I.E.の5人がバックバンドとして帯同している。
- りりィ - バックバンドの「バイバイセッションバンド」に坂本龍一、佐野元春（初期）やウルフルズのプロデューサーとして知られる伊藤銀次が参加していた。
- タモリ - アルバム『ラジカル・ヒステリー・ツアー』発表後のライブにおいてTHE SQUAREがバックバンドとして参加した。
- 水樹奈々 - バックバンドにギターでFENCE OF DEFENSEの北島健二、ベースで元ハックルバックの田中章弘が参加している。